# Caproni Trento F.5
Il Caproni Trento F.5 fu un prototipo costruito in un unico esemplare di un monoplano monoreattore da addestramento a due posti in tandem che venne progettato dall'Ing. Stelio Frati e costruito presso lo stabilimento Caproni di Trento.
Esso è stato il secondo aereo a propulsione a jet costruito in Italia, dopo la seconda guerra mondiale. Fu il progetto di un velivolo costruito per risollevare le sorti della Aeronautica Caproni gravemente depressa dagli eventi bellici, utilizzando fondi privati e senza che il progetto rispondesse a specifiche richieste dell'Aeronautica Militare.

## Storia

Il Caproni Trento F.5 a terra con livrea militare.

Il Gruppo Caproni era rimasto dopo la guerra con un solo stabilimento di produzione: l'Aeronautica Caproni di Trento; e per rilanciare la propria attività industriale, l'ing. Giovanni Battista Caproni chiese a Stelio Frati di disegnare un jet a due posti in tandem con una struttura mista legno e metallo, che avesse linee molto affusolate per supplire alla scarsa potenza dei motori previsti.
Venne costruito in completo rischio imprenditoriale dalla Caproni, che era convinta dell'interesse e bontà del velivolo, non avendo per questo avuta nessuna commessa civile o militare.
Trasferito a Milano, il prototipo fece il primo volo il 20 maggio 1952 dall'aeroporto di Linate ai comandi del collaudatore Ernesto Zanlucchi.
Malgrado gli ottimi risultati mostrati in volo, anche di tipo acrobatico, il velivolo non ebbe il seguito produttivo sperato. Ciò, poiché venne richiesta dalla AM la costruzione del velivolo con una struttura interamente metallica, e non avendo l'Azienda più le risorse per convertire il velivolo da ligneo a metallico, rimase in un unico esemplare. Esemplare che venne acquistato dalla Aeronautica Militare con la matricola MM553; durante un test di valutazione per gli inglesi, il prototipo in atterraggio subì danni che vennero riparati, ma che lo fecero radiare.
Nell'estate del 1954 partecipò al Giro Aereo di Sicilia con la matricola civile I-FACT.
Nel 1960 fu trasferito a Torino presso il Museo del Volo dell'Aeronautica Militare dove rimase sino all'autunno 1990 quando fu ceduto al Museo Caproni. Nel 1991 venne restaurato; esso è l'unico apparecchio del Museo costruito in Trentino.
Il velivolo anticipò la formula del jet executive.

## Caratteristiche tecniche

Particolare del gruppo propulsivo del Caproni Trento F.5

Il Caproni Trento F.5 (da non confondere con il Caproni Vizzola F.5, caccia risalente al 1939), era un monoplano rivestito in compensato ad ala bassa a sbalzo, a pianta trapezoidale e costruito interamente in legno.
Solo la parte inferiore della fusoliera aveva un rivestimento metallico, in corrispondenza dello scarico, per proteggere la struttura della fusoliera dal calore dei gas di scarico del turboreattore Turbomeca Palas, installato sul fondo della fusoliera e alimentato da due prese d'aria poste lungo la fusoliera, di fronte al bordo dell'ala. Il reattore possedeva appena 1500 kg/s di spinta.
Il velivolo aveva una fusoliera costituita da due tronconi uniti tra loro da bulloni; l'anteriore comprendeva i due posti e lo spazio per il carrello anteriore, mentre il troncone posteriore alloggiava il propulsore e i piani di coda.
Aveva un carrello di atterraggio retrattile di tipo triciclo ad ammortizzatori oleopneumatici, ed aveva i sedili eiettabili.
 Nel complesso il velivolo presentava una linea molto moderna.
(Vico Rosaspina)